# 河辺三郎 (男爵)
河辺 三郎（かわべ さぶろう、旧字体：河邊 三郞、1913年〈大正2年〉7月24日 - 没年不詳）は、日本の華族（男爵）、神職。

## 生涯
大正2年（1913年）7月24日、河辺博長の三男として、東京都に生まれる。
昭和5年（1930年）4月4日に父博長が帰幽すると、同年7月1日に17歳で家督を継承、男爵となった。昭和11年（1936年）國學院大學付属神道部を卒業すると、同年大洗磯前神社・酒列磯前神社主典に就任、昭和15年（1940年）には伊豆山神社主典に転じた。昭和18年（1943年）からは実業界にて活躍した。昭和23年（1948年）3月28日には長男慶三郎が誕生した。
昭和37年（1962年）、下鴨神社禰宜に就任した。
昭和46年（1971年）、安房神社の復興に尽力し、その功を以て、昭和49年（1974年）に安房神社宮司に就任した。その後、下鴨神社宮司に転じた。平成8年（1996年）当時、安房神社の顧問・責任役員を務めていた。

## 栄典

### 位階
- 昭和08年（1933年）08月15日、叙従五位[5]
- 昭和14年（1939年）09月01日、叙正五位[6]

### 記念章
- 昭和15年（1940年）11月10日、紀元二千六百年祝典記念章[7]

## 著作
- 「京のやしろと文化財(3)：文化財の保存について」『京都市文化観光資源保護財団会報』第59号、6-7頁。

## 系譜
『平成新修旧華族家系大成』上巻, pp. 468–469を参照。
- 父：河辺博長（1865 - 1930）
- 母：河辺寿々（1892 - 1945） - 石黒藤四郎四女
- 妻：河辺婦美（1919 - ） - 葛西賢助長女
  - 長男：河辺慶三郎（1948 - ）

### 参考図書
- 『神道人名辞典』神社新報社編、神社新報社、1986年。ISBN 4-915265-56-0。
- 『平成新修旧華族家系大成』上巻、霞会館編、吉川弘文館、1996年。ISBN 4-642-03670-9。

### 行政文書
- 『官報』第1051号、1930年7月2日、doi:10.11501/2957518。
- 『官報』第1996号、1933年8月25日、doi:10.11501/2958468。
- 『官報』第3905号、1940年1月16日、doi:10.11501/2960400。
- 『官報』第4438号、1941年10月23日、doi:10.11501/2960937。

| 日本の爵位    | 日本の爵位                       | 日本の爵位        |
| ------------- | -------------------------------- | ----------------- |
| 先代 河辺博長 | 男爵 河辺家第2代 1930年 - 1947年 | 次代 華族制度廃止 |